# ②Smile Sensation
《②Smile Sensation》（②スマイルセンセーション）是日本的女子偶像組合S/mileage的第2枚原創專輯，於2013年5月22日發行。唱片公司為hachama。

## 概要
- 與上一張精選專輯「S/mileage 精選輯完全版①」相距約1年。與上一張原創專輯「壞孩子①」相距約2年5個月。
- 收錄第11張單曲《喜歡喔、純情反抗期。》至第13張單曲「啟程出發的春天來了」，共3首A面曲。
- 成員中西香菜、竹內朱莉、勝田里奈和田村芽実加入後第一張原創專輯。
- 本作分為「初回限定盤」和「CD盤」2種版本
- 「初回限定盤」收錄了單曲《好冷啊。（Close-up Ver.Ⅱ）》、《啟程出發的春天來了》、新曲《黃昏時分 戀愛的時間（各成員 Solo Ver.）》的PV、專輯《②Smile Sensation》的Making。
- 在6月3日於Oricon公信榜專輯每週排行榜取得第13位。

## 收錄內容

### CD
1. 新・日本少女!（新・日本のすすめ!）
（作詞、作曲：淳君　編曲：大久保薫 ）
2. 啟程出發的春天來了（旅立ちの春が来た）
（作詞、作曲：淳君　編曲：大久保薫）
13th單曲
3. 大人的中途 (大人の途中)
（作詞、作曲：淳君　編曲：平田祥一郎 ）
4. 天真爛漫
（作詞、作曲：淳君　編曲：大久保薫 ）
5. 喜歡喔、純情反抗期。 （好きよ、純情反抗期。）
（作詞、作曲：淳君　編曲：大久保薫）
11th單曲
6. 我的心（私の心）
（作詞、作曲：淳君　編曲：大久保薫）
7. 黃昏時分 戀愛的時間（夕暮れ 恋の時間）
（作詞、作曲：淳君　編曲：板垣祐介 ）
8. 喂 前輩（ねぇ 先輩）
（作詞、作曲：淳君　編曲：平田祥一郎 ）
9. 再見 再見 再見（さよなら さよなら さよなら）
（作詞、作曲：淳君　編曲：AKIRA ）
10. 好冷啊。 （寒いね。）
（作詞、作曲：淳君　編曲：大久保薫）
12th單曲

### DVD
1. 好冷啊。（Close-up Ver.Ⅱ）
2. 啟程出發的春天來了（Another Ver.）
3. 啟程出發的春天來了（Dance Shot Ver.Ⅱ）
4. 黃昏時分 戀愛的時間（和田彩花 Solo Ver.）
5. 黃昏時分 戀愛的時間（福田花音 Solo Ver.）
6. 黃昏時分 戀愛的時間（中西香菜 Solo Ver.）
7. 黃昏時分 戀愛的時間（勝田里奈 Solo Ver.）
8. 黃昏時分 戀愛的時間（竹內朱莉 Solo Ver.）
9. 黃昏時分 戀愛的時間（田村芽實 Solo Ver.）
10. ②Smile Sensation（Making）